# As Ugly as They Wanna Be
As Ugly as They Wanna Be ist die Debüt-EP der kalifornischen Band Ugly Kid Joe. Sie wurde im Juni 1991 veröffentlicht und war die erste ihrer Art, die von der R.I.A.A. am 18. Mai 1992 mit der damals neuen Auszeichnung Multi-Platin bedacht wurde. Bis zum heutigen Tag stellt sie den kommerziell größten Erfolg der Band dar. Trotz der vergleichsweise wenigen Stücke zählt dieses Mini-Album zu den bis heute beliebtesten Veröffentlichungen von Ugly Kid Joe.

## Cover
Das Cover zeigt ein von Moish Brenman gezeichnetes, ungepflegtes Cartoon-Kind, das einer dritten Person den Stinkefinger zeigt und dabei gleichzeitig eine Flasche Bier hinter seinem Rücken versteckt. Auf der Rückseite des Booklets sieht man dasselbe Kind, wie es mit brennendem Feuerzeug hinter einer Katze her ist, die einen Feuerwerkskörper im Hintern stecken hat. Beide Zeichnungen dürften wohl einiges an Aufsehen und Empörung erregt haben.

## Titelliste
1. Madman (Eichstadt) – 3:38
2. Whiplash Liquor (Eichstadt/Lahr/Crane) – 3:40
3. Too Bad (Crane/Phillips) – 5:54
4. Everything About You (Eichstadt/Crane) – 4:14
5. Sweet Leaf/Funky Fresh Country Club (Iommi/Butler/Ward/Osbourne – Crane/Phillips) – 7:32
6. Heavy Metal (Ugly Kid Joe) – 0:25
7. Sin City (live) (Young/Young/Scott) – 5:05

Das siebte Lied war nur auf der japanischen Version der EP erhältlich. Dies ist eine gängige Praxis, da Schallplatten in Japan üblicherweise um einiges teurer als in den USA oder Deutschland verkauft werden. Diese Liveversion des AC/DC-Klassikers Sin City war in Deutschland als eine B-Seite der Single Everything About You erhältlich.

## Weitere Informationen zu den Liedern

### Madman
In Madman geht es textlich um einen (Kindes-)Mörder, der sein Unwesen in Disneyland treibt. Gleich im ersten Lied wird das lyrische Markenzeichen von Ugly Kid Joe deutlich: Es werden bewusst ‚unverdorbene‘ Orte oder Themen gewählt und mit ihrem kompletten Gegenteil konfrontiert. Vorliegend geht es um die Angst aller Eltern, ihr Kind könnte von Fremden durch Drogen in ihre Gewalt gebracht und schließlich getötet werden.
Musikalisch stellt dieses Lied ein Paradebeispiel für das frühe Songwriting der Band dar: die Mixtur von Hard-Rock-Riffs (Gitarre), die von Funk-Bassläufen unterstützt wird.

### Whiplash Liquor
Das Lied behandelt die Thematik „(unerlaubter) Alkoholkonsum von Jugendlichen“. Geschrieben ist es aus der Ich-Perspektive eines Teenagers, der zwar von allen Seiten auf die Gefahren des Alkohols hingewiesen wird, aber alle Warnungen in den Wind schlägt und jede sich bietende Gelegenheit zu unerlaubten (Alkohol-)Partys nutzt.
Abermals handelt es sich bei diesem Lied um eine Vermengung von Hard Rock und Funk.

### Too Bad
Too Bad handelt von manischer Depression. Diesmal wird nicht aus Sicht des Betroffenen, sondern dessen Freunden geschrieben. Als Vorlage diente John Spaulding, der Schlagzeuger der UKJ-Vorgängerband Overdrive, der an psychischen Problemen litt. Hinsichtlich des Songwritings markiert das Lied einen von drei Beiträgen des ehemaligen Gitarristen der Band, Eric Phillips.
Das Lied ist eines der Hard-Rock-lastigeren Stücke. Die sonst gleichberechtigt auftretenden Funk-Elemente wurden zugunsten eines Unisono-Riffs von Gitarre und Bass zurückgefahren.

### Everything About You
Dieses Lied ist ein rein satirisches Stück. Es geht um eine Person, die an allem und jedem etwas auszusetzen hat und der man es nie recht machen kann. Abermals wird aus der Ich-Perspektive geschrieben. Jedoch wird gegen Ende der Bridge deutlich, dass diese Person sich selbst und ihre Einstellung wohl eher mit einem Augenzwinkern betrachtet (“and if you think this might be bringing me down, look again ’cause I ain’t wearing no frown”). Das Stück hat ein reales Vorbild: Farrell T. Smith, ein Freund der Band (dem in den Liner-Notes des Albums gedankt wird), der nie skifahren oder an den Strand gehen wollte, weil es ihm entweder zu kalt oder zu sonnig war und sich nie zu schade war, gegen alles Mögliche zu wettern. Durch ihn kam Klaus Eichstadt auf die Textzeile: “I hate the rain and sunny weather”.
Entgegen dem vordergründigen Pessimismus des Ich-Erzählers wurde das Lied von Anfang bis Ende betont locker und fröhlich instrumentiert und ruft eher gute Laune beim Hörer hervor.
Einem breiten Publikum wurde es durch seinen Einsatz im Film Wayne’s World bekannt. Es ist gleichzeitig die erste kommerzielle Single der Band.

### Sweet Leaf/Funky Fresh Country Club
Der erste Teil des Lieds ist eine (unvollständige) Coverversion des gleichnamigen Black-Sabbath-Klassikers. Die Band spielte das Riff des Liedes während einer Probe aus dem Gedächtnis. Vergleicht man es mit dem Original, fällt dem Hörer auch tatsächlich eine leichte Differenz zwischen dem Originaltext und dem hier gesungenen auf (straight people vs. great people). Jedoch hatte man keine Lust, das Lied vollständig zu lernen (Klaus Eichstadt hatte keine Aufnahme des Liedes), also brach man es nach gut zwei Minuten ab und begann stattdessen, eine eigene Fortsetzung zu schreiben.
Der zweite, selbstgeschriebene Teil handelt von einem Kriminellen, der schließlich im Gefängnis endet. Damit stellte man erneut eine Schattenseite des Lebens dar. Der Titel Funky Fresh Country Club ist eine Anspielung auf das Gefängnis von Santa Barbara in Kalifornien. Abermals war hier noch der ehemalige Gitarrist Eric Phillips stark am Songwriting beteiligt.
Es gehört wohl zu den UKJ-Stücken mit dem größten Funk-Einfluss, da hier sogar die typischen unverzerrten Funk-Gitarren zu hören sind.
Auch live spielte man beide Lieder immer in diesem Verbund.

### Heavy Metal
Dieses kurze Instrumental am Ende des Albums ist eine nett gemeinte Persiflage auf den typischen Heavy Metal. Dabei bediente man sich klischeeartig verschiedener Stilelemente, auf die dieser Musikstil gelegentlich in der Allgemeinheit reduziert wird: hohes Tempo, simple musikalische Struktur, ein dämonisch angehauchter Sänger und schließlich der finale Banshee-Schrei. Gerade Letzteres ist eine deutliche Reminiszenz an Rob Halford von Judas Priest, ein großes Vorbild für den Sänger Whitfield Crane. Hier wird deutlich, dass die Band wohl weder ihre Musik noch sich selbst allzu ernst nimmt und das meiste mit einem gewissen Augenzwinkern betrachtet.

## Weitere Mitwirkende

### Musikalisch
- Carrie Hamilton – Klavier

### Technisch
- Ryan Dorn – Toningenieur und Mischer
- Kyle Bess – Misch-Assistent
- Jay Baumgardner – Aufnahme-Assistent
- Phil Reynolds – Aufnahme-Assistent
- Eddy Schreyer – Mastering

## Kommerzieller Erfolg

### Chartplatzierungen
| ChartsChartplatzierungen       | Höchstplatzierung | Wochen |
| ------------------------------ | ----------------- | ------ |
| Deutschland (GfK)              | 24 (21 Wo.)       | 21     |
| Österreich (Ö3)                | 15 (16 Wo.)       | 16     |
| Schweiz (IFPI)                 | 20 (13 Wo.)       | 13     |
| Vereinigte Staaten (Billboard) | 4 (34 Wo.)        | 34     |
| Vereinigtes Königreich (OCC)   | 9 (13 Wo.)        | 13     |

| ChartsJahrescharts (1992) | Platzierung |
| ------------------------- | ----------- |
| Deutschland (GfK)         | 84          |

### Auszeichnungen für Musikverkäufe
| Land/Region               | Auszeichnungen für Musikverkäufe (Land/Region, Auszeichnung, Verkäufe) | Verkäufe  |
| ------------------------- | ---------------------------------------------------------------------- | --------- |
| Australien (ARIA)         | Platin                                                                 | 70.000    |
| Kanada (MC)               | Platin                                                                 | 100.000   |
| Vereinigte Staaten (RIAA) | 2× Platin                                                              | 2.000.000 |
| Insgesamt                 | 4× Platin ·                                                            | 2.170.000 |

## Wissenswertes
Die gesamten Aufnahmen für diese EP dauerten nur sechs, die Gesangsaufnahmen lediglich einen einzigen Tag. Folglich kann man auf dieser Version des Liedes Madman, welches als letztes eingesungen wurde, deutlich hören, dass Whitfield Cranes Stimme von den Anstrengungen bereits merklich gezeichnet war.
Sämtliche Zeichnungen, bei denen das Ugly Kid zu sehen ist, stammen von Moish Brenman, einem Highschool-Freund von Whitfield Crane, das Bandfoto im Booklet vom Rock-Fotografen Richard Aaron.